# Première circonscription de l'Allier
La première circonscription de l'Allier est représentée durant la XVIIe législature par Yannick Monnet, député PCF.

## Description géographique et démographique
La première circonscription de l'Allier est située dans le coin nord-est du département et inclut la ville de Moulins. D'après les chiffres de l'Institut national de la statistique et des études économiques (INSEE), la population de cette circonscription est estimée à 77 746 habitants.

### De 1958 à 1986
La première circonscription de l'Allier était composée de :
- canton de Chevagnes
- canton de Dompierre-sur-Besbre
- canton du Donjon
- canton de Jaligny-sur-Besbre
- canton de Lurcy-Lévis
- canton de Moulins-Est (1958-1973)
- canton de Moulins-Ouest
- Canton de Moulins-Sud (1973-1988)
- canton de Neuilly-le-Réal
- Canton d'Yzeure (1973-1988)

### De 1988 à 2010
La première circonscription de l'Allier était composée de :
- Canton de Chevagnes
- Canton de Dompierre-sur-Besbre
- Canton du Donjon
- Canton de Jaligny-sur-Besbre
- Canton de Moulins-Ouest
- Canton de Moulins-Sud
- Canton de Neuilly-le-Réal
- Canton d'Yzeure

### Depuis 2010
Depuis l'ordonnance n° 2009-935 du 29 juillet 2009, ratifiée par le Parlement français le 21 janvier 2010, elle regroupe les divisions administratives suivantes :
- Canton de Bourbon-l'Archambault
- Canton de Chevagnes
- Canton de Chantelle
- Canton de Dompierre-sur-Besbre
- Canton du Montet
- Canton de Lurcy-Lévis
- Canton de Moulins-Ouest
- Canton de Moulins-Sud
- Canton de Neuilly-le-Réal
- Canton de Saint-Pourçain-sur-Sioule
- Canton de Souvigny
- Canton de Varennes-sur-Allier
- Canton d'Yzeure

Carte de la première circonscription de l'Allier de 1958 à 1986
Carte de la première circonscription de l'Allier de 1986 à 2012

## Description politique

### Historique des députations
| Législature | Début de mandat | Fin de mandat  | Député                | Parti politique | Observations |
| ----------- | --------------- | -------------- | --------------------- | --------------- | --- |
| Ire         | 9 décembre 1958 | 9 octobre 1962 | Paul Maridet          | UNR             | Mandat écourté à la suite d'une dissolution parlementaire décidée par Charles de Gaulle. |
| IIe         | 6 décembre 1962 | 2 avril 1967   | Marcel Guyot          | PCF             | |
| IIIe        | 3 avril 1967    | 30 mai 1968    | Marcel Guyot          | PCF             | Remplacé par Jean Billaud le 28 janvier 1968 à la suite de son décès Mandat écourté à la suite d'une dissolution parlementaire décidée par Charles de Gaulle.                               |
| IVe         | 11 juillet 1968 | 1er avril 1973 | Hector Rolland        | UDR             | Maire de Moulins |
| Ve          | 2 avril 1973    | 2 avril 1978   | Hector Rolland        | UDR             | Maire de Moulins |
| VIe         | 3 avril 1978    | 22 mai 1981    | Hector Rolland        | RPR             | Maire de Moulins Mandat écourté à la suite d'une dissolution parlementaire décidée par François Mitterrand.                                                                                 |
| VIIe        | 2 juillet 1981  | 1er avril 1986 | Jean-Paul Desgranges  | PS              | Conseiller général du Canton de Dompierre-sur-Besbre |
| IXe         | 23 juin 1988    | 1er avril 1993 | François Colcombet    | PS              | |
| Xe          | 2 avril 1993    | 21 avril 1997  | Pierre-André Périssol | RPR             | Maire de Moulins Remplacé le 19 juin 1995 par Guy Canard à la suite de sa nomination au gouvernement. Mandat écourté à la suite d'une dissolution parlementaire décidée par Jacques Chirac. |
| XIe         | 12 juin 1997    | 18 juin 2002   | François Colcombet    | PS              | Maire de Dompierre-sur-Besbre |
| XIIe        | 19 juin 2002    | 19 juin 2007   | Pierre-André Périssol | UMP             | Maire de Moulins |
| XIIIe       | 20 juin 2007    | 19 juin 2012   | Guy Chambefort        | DVG → PS        | Maire d'Yzeure |
| XIVe        | 20 juin 2012    | 20 juin 2017   | Guy Chambefort        | PS              | Maire d'Yzeure |
| XVe         | 21 juin 2017    | 21 juin 2022   | Jean-Paul Dufrègne    | PCF             | Conseiller départemental du canton de Souvigny |
| XVIe        | 22 juin 2022    | 9 juin 2024    | Yannick Monnet        | PCF-NUPES       | Conseiller régional d'Auvergne-Rhône-Alpes Mandat écourté à la suite d'une dissolution parlementaire décidée par Emmanuel Macron.                                                           |

## Historique des élections

### Élections de 1958
| Candidat       | Candidat         | Parti          | Premier tour | Premier tour | Second tour | Second tour |  |
| Candidat       | Candidat         | Parti          | Voix         | %            | Voix        | %           |  |
| -------------- | ---------------- | -------------- | ------------ | ------------ | ----------- | ----------- |  |
|                | Paul Maridet élu | Modérés        | 9 680        | 25,14        | 20 090      | 50,2        |  |
|                | Gilles Gozard    | SFIO           | 8 896        | 23,1         | 9 201       | 22,99       |  |
|                | Marcel Pouyet    | UGS            | 8 832        | 22,93        | 10 731      | 26,81       |  |
|                | René Boyer       | MRP            | 5 934        | 15,41        | Retrait     | Retrait     |  |
|                | André Noguès     | UFD            | 2 651        | 6,88         | Retrait     | Retrait     |  |
|                | Pierre Dubois    | UFF            | 1 901        | 4,94         |             |             |  |
|                | Robert Cherrier  | Radsoc         | 615          | 1,6          |             |             |  |
|                |                  |                |              |              |             |             |  |
| Inscrits       | Inscrits         | Inscrits       | 56 469       | 100,00       | 56 462      | 100,00      |  |
| Abstentions    | Abstentions      | Abstentions    | 17 045       | 30,18        | 15 914      | 28,19       |  |
| Votants        | Votants          | Votants        | 39 424       | 69,82        | 40 548      | 71,81       |  |
| Blancs et nuls | Blancs et nuls   | Blancs et nuls | 915          | 2,32         | 526         | 1,3         |  |
| Exprimés       | Exprimés         | Exprimés       | 38 509       | 97,68        | 40 022      | 98,7        |  |

Marcel Pouyet était soutenu par le PCF.
René Cuvelier, expert foncier à Coulandon était le suppléant de Paul Maridet.
Paul Maridet siégea comme apparenté au groupe parlementaire de l'UNR.

### Élections de 1962
| Candidat       | Candidat             | Parti          | Premier tour | Premier tour | Second tour | Second tour |  |
| Candidat       | Candidat             | Parti          | Voix         | %            | Voix        | %           |  |
| -------------- | -------------------- | -------------- | ------------ | ------------ | ----------- | ----------- |  |
|                | Marcel Guyot élu     | PCF            | 9 192        | 27,75        | 14 700      | 39,57       |  |
|                | Paul Maridet sortant | UNR-UDT        | 8 062        | 24,34        | 12 831      | 34,53       |  |
|                | Jacques Pligot       | RI             | 7 203        | 21,75        | 9 623       | 25,9        |  |
|                | Robert Marjolin      | SFIO           | 5 292        | 15,98        | Retrait     | Retrait     |  |
|                | Pierre Ferrière      | Radcent        | 1 937        | 5,85         | Retrait     | Retrait     |  |
|                | René Boyer           | MRP            | 1 436        | 4,34         |             |             |  |
|                |                      |                |              |              |             |             |  |
| Inscrits       | Inscrits             | Inscrits       | 55 785       | 100,00       | 55 761      | 100,00      |  |
| Abstentions    | Abstentions          | Abstentions    | 21 798       | 39,08        | 17 831      | 31,98       |  |
| Votants        | Votants              | Votants        | 33 987       | 60,92        | 37 930      | 68,02       |  |
| Blancs et nuls | Blancs et nuls       | Blancs et nuls | 865          | 2,55         | 776         | 2,05        |  |
| Exprimés       | Exprimés             | Exprimés       | 33 122       | 97,45        | 37 154      | 97,95       |  |

Jean Billaud, cultivateur, maire de Mercy, était le suppléant de Marcel Guyot.

### Élections de 1967
| Candidat       | Candidat                   | Parti          | Premier tour | Premier tour | Second tour | Second tour |  |
| Candidat       | Candidat                   | Parti          | Voix         | %            | Voix        | %           |  |
| -------------- | -------------------------- | -------------- | ------------ | ------------ | ----------- | ----------- |  |
|                | Marcel Guyot sortant réélu | PCF            | 13 424       | 32,26        | 20 867      | 51,65       |  |
|                | Paul Maridet               | UD-Ve          | 11 534       | 27,72        | 19 530      | 48,35       |  |
|                | Jean Cluzel                | CD (PDM)       | 10 215       | 24,55        | Retrait     | Retrait     |  |
|                | Pierre Lavau               | FGDS (CIR)     | 6 438        | 15,47        | Retrait     | Retrait     |  |
|                |                            |                |              |              |             |             |  |
| Inscrits       | Inscrits                   | Inscrits       | 55 505       | 100,00       | 55 506      | 100,00      |  |
| Abstentions    | Abstentions                | Abstentions    | 12 808       | 23,08        | 13 145      | 23,68       |  |
| Votants        | Votants                    | Votants        | 42 697       | 76,92        | 42 361      | 76,32       |  |
| Blancs et nuls | Blancs et nuls             | Blancs et nuls | 1 086        | 2,54         | 1 964       | 4,64        |  |
| Exprimés       | Exprimés                   | Exprimés       | 41 611       | 97,46        | 40 397      | 95,36       |  |

Jean Billaud était le suppléant de Marcel Guyot. Jean Billaud remplaça Marcel Guyot, décédé, du 29 janvier au 30 mai 1968.

### Élections de 1968
| Candidat       | Candidat             | Parti          | Premier tour | Premier tour | Second tour | Second tour |  |
| Candidat       | Candidat             | Parti          | Voix         | %            | Voix        | %           |  |
| -------------- | -------------------- | -------------- | ------------ | ------------ | ----------- | ----------- |  |
|                | Hector Rolland élu   | UDR (URP)      | 13 473       | 31,94        | 22 632      | 55,29       |  |
|                | Jean Billaud sortant | PCF            | 12 014       | 28,48        | 18 304      | 44,71       |  |
|                | Jean Cluzel          | CD (PDM)       | 10 731       | 25,44        | Retrait     | Retrait     |  |
|                | Jean Bardin          | FGDS (CIR)     | 5 963        | 14,14        | Retrait     | Retrait     |  |
|                |                      |                |              |              |             |             |  |
| Inscrits       | Inscrits             | Inscrits       | 54 947       | 100,00       | 54 945      | 100,00      |  |
| Abstentions    | Abstentions          | Abstentions    | 12 071       | 21,97        | 12 427      | 22,62       |  |
| Votants        | Votants              | Votants        | 42 876       | 78,03        | 42 518      | 77,38       |  |
| Blancs et nuls | Blancs et nuls       | Blancs et nuls | 695          | 1,62         | 1 582       | 3,72        |  |
| Exprimés       | Exprimés             | Exprimés       | 42 181       | 98,38        | 40 936      | 96,28       |  |

Le suppléant d'Hector Rolland était Jean Poncet, agriculteur, adjoint au maire de Saint-Gérand-de-Vaux.

### Élections de 1973
| Candidat       | Candidat                     | Parti          | Premier tour | Premier tour | Second tour | Second tour |  |
| Candidat       | Candidat                     | Parti          | Voix         | %            | Voix        | %           |  |
| -------------- | ---------------------------- | -------------- | ------------ | ------------ | ----------- | ----------- |  |
|                | Hector Rolland sortant réélu | UDR (URP)      | 17 619       | 40,41        | 22 966      | 51,99       |  |
|                | Jean Desgranges              | PCF            | 11 300       | 25,91        | 21 209      | 48,01       |  |
|                | Jean-Paul Desgranges         | PS (UGSD)      | 10 031       | 23           | Retrait     | Retrait     |  |
|                | Roseline Desplats            | MR             | 3 576        | 8,2          |             |             |  |
|                | Henri Peschaud               | LO             | 1 079        | 2,47         |             |             |  |
|                |                              |                |              |              |             |             |  |
| Inscrits       | Inscrits                     | Inscrits       | 55 892       | 100,00       | 55 883      | 100,00      |  |
| Abstentions    | Abstentions                  | Abstentions    | 11 217       | 20,07        | 9 934       | 17,78       |  |
| Votants        | Votants                      | Votants        | 44 675       | 79,93        | 45 949      | 82,22       |  |
| Blancs et nuls | Blancs et nuls               | Blancs et nuls | 1 070        | 2,4          | 1 774       | 3,86        |  |
| Exprimés       | Exprimés                     | Exprimés       | 43 605       | 97,6         | 44 175      | 96,14       |  |

Jean Poncet était suppléant d'Hector Rolland.

### Élections de 1978
| Candidat       | Candidat                     | Parti          | Premier tour | Premier tour | Second tour | Second tour |  |
| Candidat       | Candidat                     | Parti          | Voix         | %            | Voix        | %           |  |
| -------------- | ---------------------------- | -------------- | ------------ | ------------ | ----------- | ----------- |  |
|                | Hector Rolland sortant réélu | RPR            | 22 759       | 44,53        | 26 904      | 51,67       |  |
|                | Pierre Guillaumin            | PCF            | 13 104       | 25,64        | 25 163      | 48,33       |  |
|                | Jean-Paul Desgranges         | PS             | 12 490       | 24,44        | Retrait     | Retrait     |  |
|                | Joseph Brat                  | Écologie 78    | 1 064        | 2,08         |             |             |  |
|                | Josiane Mainville            | LO             | 902          | 1,76         |             |             |  |
|                | Robert Boulet                | Extrême droite | 789          | 1,54         |             |             |  |
|                |                              |                |              |              |             |             |  |
| Inscrits       | Inscrits                     | Inscrits       | 61 269       | 100,00       | 61 369      | 100,00      |  |
| Abstentions    | Abstentions                  | Abstentions    | 9 398        | 15,34        | 8 055       | 13,13       |  |
| Votants        | Votants                      | Votants        | 51 871       | 84,66        | 53 314      | 86,87       |  |
| Blancs et nuls | Blancs et nuls               | Blancs et nuls | 763          | 1,47         | 1 247       | 2,34        |  |
| Exprimés       | Exprimés                     | Exprimés       | 51 108       | 98,53        | 52 067      | 97,66       |  |

Le suppléant d'Hector Rolland était Jean Poncet.

### Élections de 1981
| Candidat       | Candidat                 | Parti             | Premier tour | Premier tour | Second tour | Second tour |  |
| Candidat       | Candidat                 | Parti             | Voix         | %            | Voix        | %           |  |
| -------------- | ------------------------ | ----------------- | ------------ | ------------ | ----------- | ----------- |  |
|                | Hector Rolland sortant   | RPR (UNM)         | 19 254       | 41,36        | 21 744      | 43,96       |  |
|                | Jean-Paul Desgranges élu | PS                | 18 184       | 39,06        | 27 717      | 56,04       |  |
|                | Pierre Guillaumin        | PCF               | 8 530        | 18,32        | Retrait     | Retrait     |  |
|                | Dominique Pin            | Divers écologiste | 583          | 1,25         |             |             |  |
|                |                          |                   |              |              |             |             |  |
| Inscrits       | Inscrits                 | Inscrits          | 62 382       | 100,00       | 62 371      | 100,00      |  |
| Abstentions    | Abstentions              | Abstentions       | 15 373       | 24,64        | 12 119      | 19,43       |  |
| Votants        | Votants                  | Votants           | 47 009       | 75,36        | 50 252      | 80,57       |  |
| Blancs et nuls | Blancs et nuls           | Blancs et nuls    | 458          | 0,97         | 791         | 1,57        |  |
| Exprimés       | Exprimés                 | Exprimés          | 46 551       | 99,03        | 49 461      | 98,43       |  |

Le suppléant de Jean-Paul Desgranges était René Migeon, conseiller général du canton de Chevagnes, médecin à Thiel-sur-Acolin.

### Élections de 1988
| Candidat       | Candidat               | Parti          | Premier tour | Premier tour | Second tour | Second tour |  |
| Candidat       | Candidat               | Parti          | Voix         | %            | Voix        | %           |  |
| -------------- | ---------------------- | -------------- | ------------ | ------------ | ----------- | ----------- |  |
|                | Jean-Paul Martin       | RPR (URC)      | 15 802       | 40,41        | 19 439      | 45,35       |  |
|                | François Colcombet élu | PS             | 14 742       | 37,7         | 23 424      | 54,65       |  |
|                | Jean-Claude Mairal     | PCF            | 6 538        | 16,72        |             |             |  |
|                | Danièle de Salvert     | FN             | 2 019        | 5,16         |             |             |  |
|                |                        |                |              |              |             |             |  |
| Inscrits       | Inscrits               | Inscrits       | 58 729       | 100,00       | 58 723      | 100,00      |  |
| Abstentions    | Abstentions            | Abstentions    | 18 811       | 32,03        | 14 857      | 25,3        |  |
| Votants        | Votants                | Votants        | 39 918       | 67,97        | 43 866      | 74,7        |  |
| Blancs et nuls | Blancs et nuls         | Blancs et nuls | 817          | 2,05         | 1 003       | 2,29        |  |
| Exprimés       | Exprimés               | Exprimés       | 39 101       | 97,95        | 42 863      | 97,71       |  |

La suppléante de François Colcombet était Catherine Lissonde-Mabrut, avocate à Moulins.

### Élections de 1993
| Candidat       | Candidat                            | Parti          | Premier tour | Premier tour | Second tour | Second tour |  |
| Candidat       | Candidat                            | Parti          | Voix         | %            | Voix        | %           |  |
| -------------- | ----------------------------------- | -------------- | ------------ | ------------ | ----------- | ----------- |  |
|                | Pierre-André Périssol élu           | RPR            | 10 882       | 28,45        | 20 190      | 50,74       |  |
|                | François Colcombet sortant          | PS (ADFP)      | 10 451       | 27,33        | 19 602      | 49,26       |  |
|                | Jean-Claude Mairal                  | PCF            | 5 417        | 14,16        |             |             |  |
|                | René Chiroux                        | UDF (PR)       | 5 104        | 13,35        |             |             |  |
|                | Danièle Dutour de Salvert Bellenave | FN             | 3 092        | 8,08         |             |             |  |
|                | Alain Bréant                        | GÉ (EÉ)        | 2345         | 6,13         |             |             |  |
|                | Rosine Barakat                      | LT-LNÉ         | 955          | 2,5          |             |             |  |
|                |                                     |                |              |              |             |             |  |
| Inscrits       | Inscrits                            | Inscrits       | 58 856       | 100,00       | 58 856      | 100,00      |  |
| Abstentions    | Abstentions                         | Abstentions    | 18 331       | 31,15        | 16 493      | 28,02       |  |
| Votants        | Votants                             | Votants        | 40 525       | 68,85        | 42 363      | 71,98       |  |
| Blancs et nuls | Blancs et nuls                      | Blancs et nuls | 2 279        | 5,62         | 2 571       | 6,07        |  |
| Exprimés       | Exprimés                            | Exprimés       | 38 246       | 94,38        | 39 792      | 93,93       |  |

Le suppléant de Pierre-André Périssol était Guy Canard, chef d'entreprise, maire de Molinet. Guy Canard remplaça Pierre-André Périssol, nommé membre du gouvernement, du 19 juin 1995 au 21 avril 1997.

### Élections de 1997
| Candidat       | Candidat                      | Parti          | Premier tour | Premier tour | Second tour | Second tour |  |
| Candidat       | Candidat                      | Parti          | Voix         | %            | Voix        | %           |  |
| -------------- | ----------------------------- | -------------- | ------------ | ------------ | ----------- | ----------- |  |
|                | Pierre-André Périssol sortant | RPR            | 14 077       | 35,84        | 19 311      | 45,65       |  |
|                | François Colcombet élu        | PS             | 12 712       | 32,37        | 22 984      | 54,34       |  |
|                | Jean-Claude Mairal            | PCF            | 6 620        | 16,86        |             |             |  |
|                | Georges Dufour                | FN             | 3 435        | 8,75         |             |             |  |
|                | Odile Debeaud-Laforest        | Les Verts      | 1 487        | 3,79         |             |             |  |
|                | Martine Talon                 | LDI (MPF)      | 942          | 2,4          |             |             |  |
|                |                               |                |              |              |             |             |  |
| Inscrits       | Inscrits                      | Inscrits       | 58 243       | 100,00       | 58 243      | 100,00      |  |
| Abstentions    | Abstentions                   | Abstentions    | 16 849       | 28,93        | 13 904      | 23,87       |  |
| Votants        | Votants                       | Votants        | 41 394       | 71,07        | 44 339      | 76,13       |  |
| Blancs et nuls | Blancs et nuls                | Blancs et nuls | 2 121        | 5,12         | 2 044       | 4,61        |  |
| Exprimés       | Exprimés                      | Exprimés       | 39 273       | 94,88        | 42 295      | 95,39       |  |

Le suppléant de François Colcombet était Michel Panthou, inspecteur des impôts, d'Yzeure.

### Élections de 2002
| Candidat       | Candidat                   | Parti             | Premier tour | Premier tour | Second tour | Second tour |  |
| Candidat       | Candidat                   | Parti             | Voix         | %            | Voix        | %           |  |
| -------------- | -------------------------- | ----------------- | ------------ | ------------ | ----------- | ----------- |  |
|                | Pierre-André Périssol élu  | UMP               | 14 930       | 40,47        | 18 302      | 50,12       |  |
|                | François Colcombet sortant | PS                | 13 532       | 36,68        | 18 218      | 49,88       |  |
|                | Danièle de Salvert         | FN                | 2 747        | 7,45         |             |             |  |
|                | Cathy Savel                | PCF               | 1 967        | 5,33         |             |             |  |
|                | Jean-Louis Velez           | Divers droite     | 559          | 1,52         |             |             |  |
|                | Dominique Delvincourt      | Les Verts         | 475          | 1,29         |             |             |  |
|                | Joseph Beaussaron          | CPNT              | 436          | 1,18         |             |             |  |
|                | Jean-Marie Guillaumin      | Sans étiquette    | 344          | 0,93         |             |             |  |
|                | Khamssa Rhamani            | LO                | 340          | 0,92         |             |             |  |
|                | Emmanuel Tranchant         | MPF               | 266          | 0,72         |             |             |  |
|                | Christian Tabarovsky       | Pôle républicain  | 253          | 0,69         |             |             |  |
|                | Michel Feuillebois         | Divers gauche     | 233          | 0,63         |             |             |  |
|                | Daniel Leclerc             | MNR               | 152          | 0,41         |             |             |  |
|                | Marie-Claude de Portebane  | Extrême droite    | 142          | 0,38         |             |             |  |
|                | Michel Fabre               | Divers écologiste | 138          | 0,37         |             |             |  |
|                |                            |                   |              |              |             |             |  |
| Inscrits       | Inscrits                   | Inscrits          | 57 895       | 100,00       | 57 891      | 100,00      |  |
| Abstentions    | Abstentions                | Abstentions       | 19 898       | 34,37        | 19 880      | 34,34       |  |
| Votants        | Votants                    | Votants           | 37 997       | 65,63        | 38 011      | 65,66       |  |
| Blancs et nuls | Blancs et nuls             | Blancs et nuls    | 1 108        | 2,92         | 1 491       | 3,92        |  |
| Exprimés       | Exprimés                   | Exprimés          | 36 889       | 97,08        | 36 520      | 96,08       |  |

Le suppléant de Pierre-André Périssol était Jean-Marie Lesage, Président de la Chambre d'Agriculture de l'Allier, Moulins.

### Élections de 2007
| Candidat       | Candidat                      | Parti          | Premier tour | Premier tour | Second tour | Second tour |  |
| Candidat       | Candidat                      | Parti          | Voix         | %            | Voix        | %           |  |
| -------------- | ----------------------------- | -------------- | ------------ | ------------ | ----------- | ----------- |  |
|                | Pierre-André Périssol sortant | UMP            | 14 563       | 40,41        | 17 285      | 45,47       |  |
|                | Guy Chambefort élu            | app. PS        | 10 975       | 30,45        | 20 725      | 54,53       |  |
|                | Delphine Mayrargue            | PS             | 3 122        | 8,66         |             |             |  |
|                | Jacques Cabanne               | PCF            | 2 384        | 6,62         |             |             |  |
|                | Danielle Demure               | UDF–MoDem      | 1 996        | 5,54         |             |             |  |
|                | Carla de Condé                | FN             | 876          | 2,43         |             |             |  |
|                | Gérard Matichard              | Les Verts      | 481          | 1,33         |             |             |  |
|                | Michèle Beaunieux             | LCR            | 464          | 1,29         |             |             |  |
|                | Jean-Marie Guillaumin         | LT-LNÉ         | 293          | 0,81         |             |             |  |
|                | Christophe Darmangeat         | LO             | 267          | 0,74         |             |             |  |
|                | Michelle Miallet              | MPF            | 202          | 0,56         |             |             |  |
|                | Hugues Auvray                 | Divers gauche  | 163          | 0,45         |             |             |  |
|                | Judith Genot                  | Divers         | 131          | 0,36         |             |             |  |
|                | Serge Deville                 | MNR            | 117          | 0,32         |             |             |  |
|                | Suzanne Corgie                | Divers         | 3            | 0,01         |             |             |  |
|                |                               |                |              |              |             |             |  |
| Inscrits       | Inscrits                      | Inscrits       | 58 298       | 100,00       | 58 297      | 100,00      |  |
| Abstentions    | Abstentions                   | Abstentions    | 21 450       | 36,79        | 19 208      | 32,95       |  |
| Votants        | Votants                       | Votants        | 36 848       | 63,21        | 39 089      | 67,05       |  |
| Blancs et nuls | Blancs et nuls                | Blancs et nuls | 811          | 2,2          | 1 079       | 2,76        |  |
| Exprimés       | Exprimés                      | Exprimés       | 36 037       | 97,8         | 38 010      | 97,24       |  |

La suppléante de Guy Chambefort était Marie-José Chassin, agricultrice, maire de La Chapelle-aux-Chasses, Présidente de la Communauté de communes du Pays de Chevagnes, Vice-Présidente du Conseil Régional d'Auvergne.

### Élections de 2012
| Candidat       | Candidat                     | Parti          | Premier tour | Premier tour | Second tour | Second tour |  |
| Candidat       | Candidat                     | Parti          | Voix         | %            | Voix        | %           |  |
| -------------- | ---------------------------- | -------------- | ------------ | ------------ | ----------- | ----------- |  |
|                | Guy Chambefort sortant réélu | PS             | 20 947       | 38,17        | 31 207      | 57,62       |  |
|                | Pierre-André Périssol        | UMP (NC)       | 18 312       | 33,36        | 22 956      | 42,38       |  |
|                | Marie-Françoise Lacarin      | FG (PCF)       | 8 050        | 14,67        |             |             |  |
|                | Yves Lecrique                | RBM (FN)       | 5 307        | 9,67         |             |             |  |
|                | Gérard Matichard             | EÉLV           | 1 296        | 2,36         |             |             |  |
|                | Gérard Guillaumin            | LT-LNÉ         | 543          | 0,99         |             |             |  |
|                | Bernard Lebel                | LO             | 429          | 0,78         |             |             |  |
|                |                              |                |              |              |             |             |  |
| Inscrits       | Inscrits                     | Inscrits       | 90 355       | 100,00       | 90 327      | 100,00      |  |
| Abstentions    | Abstentions                  | Abstentions    | 34 415       | 38,09        | 34 134      | 37,79       |  |
| Votants        | Votants                      | Votants        | 55 940       | 61,91        | 56 193      | 62,21       |  |
| Blancs et nuls | Blancs et nuls               | Blancs et nuls | 1 056        | 1,89         | 2 030       | 3,61        |  |
| Exprimés       | Exprimés                     | Exprimés       | 54 884       | 98,11        | 54 163      | 96,39       |  |

Le suppléant de Guy Chambefort était Xavier Cadoret, professeur, maire de Saint-Gérand-le-Puy, Président de la communauté de communes Varennes-Forterre (2002-2014).

### Élections de 2017
|                                                                          | |                           |                           |                          |                          |
|                                                                          | | Premier tour 11 juin 2017 | Premier tour 11 juin 2017 | Second tour 18 juin 2017 | Second tour 18 juin 2017 |
|                                                                          | |                           |                           |                          |                          |
|                                                                          | | Nombre                    | % des inscrits            | Nombre                   | % des inscrits           |
| Inscrits                                                                 | Inscrits | 89 654                    | 100,00                    | 89 633                   | 100,00                   |
| Abstentions                                                              | Abstentions | 42 643                    | 47,56                     | 45 416                   | 50,67                    |
| Votants                                                                  | Votants | 47 011                    | 52,44                     | 44 217                   | 49,33                    |
|                                                                          | |                           | % des votants             |                          | % des votants            |
| Bulletins blancs                                                         | Bulletins blancs | 933                       | 1,98                      | 2 457                    | 5,56                     |
| Bulletins nuls                                                           | Bulletins nuls | 399                       | 0,85                      | 1 421                    | 3,21                     |
| Suffrages exprimés                                                       | Suffrages exprimés                                                                                                  | 45 679                    | 97,17                     | 40 339                   | 91,23                    |
|                                                                          | |                           |                           |                          |                          |
| Candidat Étiquette politique (partis et alliances)                       | Candidat Étiquette politique (partis et alliances)                                                                  | Voix                      | % des exprimés            | Voix                     | % des exprimés           |
|                                                                          | |                           |                           |                          |                          |
|                                                                          | Pauline Rivière La République en marche !                                                                           | 13 267                    | 29,04                     | 19 424                   | 48,15                    |
|                                                                          | Jean-Paul Dufrègne Parti communiste français (Europe Écologie Les Verts - La France insoumise)                      | 10 351                    | 22,66                     | 20 915                   | 51,85                    |
|                                                                          | Pierre-André Périssol Les Républicains                                                                              | 9 248                     | 20,25                     |                          |                          |
|                                                                          | Michèle Ciuch Front national                                                                                        | 4 706                     | 10,30                     |                          |                          |
|                                                                          | Magali Alexandre Parti socialiste                                                                                   | 3 079                     | 6,74                      |                          |                          |
|                                                                          | Jean Mallot Parti socialiste diss.                                                                                  | 2 026                     | 4,44                      |                          |                          |
|                                                                          | Corentin Blache Debout la France                                                                                    | 896                       | 1,96                      |                          |                          |
|                                                                          | Luderce Poinambalom Écologiste (La France qui ose - Le Trèfle - Confédération pour l'homme, l'animal et la planète) | 894                       | 1,96                      |                          |                          |
|                                                                          | Jean-Marc Collot Lutte ouvrière                                                                                     | 460                       | 1,01                      |                          |                          |
|                                                                          | Albino Amato Parti du vote blanc                                                                                    | 302                       | 0,66                      |                          |                          |
|                                                                          | Fabienne Mottet Nouvelle Donne                                                                                      | 293                       | 0,64                      |                          |                          |
|                                                                          | Hasna Domeck Union populaire républicaine                                                                           | 157                       | 0,34                      |                          |                          |
| Source : Ministère de l'Intérieur - Première circonscription de l'Allier | |                           |                           |                          |                          |

La suppléante de Jean-Paul Dufrègne était Valérie Gouby, fonctionnaire, conseillère départementale du canton de Dompierre-sur-Besbre, adjointe au maire de Dompierre-sur-Besbre.

### Élections de 2022
Les élections législatives françaises de 2022 se déroulent les dimanches 12 et 19 juin 2022.
| Candidat                 | Candidat                 | Parti et coalition       | Nuance                   | Premier tour | Premier tour | Second tour | Second tour |
| Candidat                 | Candidat                 | Parti et coalition       | Nuance                   | Voix         | %            | Voix        | %           |
| ------------------------ | ------------------------ | ------------------------ | ------------------------ | ------------ | ------------ | ----------- | ----------- |
|                          | Yannick Monnet,          | PCF (NUPES)              | NUP                      | 13 578       | 30,57        | 21 832      | 55,51       |
|                          | Michel Barbarin          | LREM (ENS)               | ENS                      | 8 634        | 19,44        | 17 496      | 44,49       |
|                          | Marie Cibert             | RN                       | RN                       | 8 615        | 19,40        |             |             |
|                          | Roger Litaudon           | LR (UDC)                 | LR                       | 5 476        | 12,33        |             |             |
|                          | Jean Mallot,             | PS diss.                 | DVG                      | 3 463        | 7,80         |             |             |
|                          | Pierre de Nicolay        | REC                      | REC                      | 2 326        | 5,24         |             |             |
|                          | Fabien Malavaud          | LMR                      | DVD                      | 936          | 2,11         |             |             |
|                          | Marion Sennepin          | PA                       | ECO                      | 779          | 1,75         |             |             |
|                          | Jean-Marc Collot         | LO                       | DXG                      | 610          | 1,37         |             |             |
|                          |                          |                          |                          |              |              |             |             |
| Votes valides            | Votes valides            | Votes valides            | Votes valides            | 44 417       | 97,01        | 39 328      | 90,15       |
| Votes blancs             | Votes blancs             | Votes blancs             | Votes blancs             | 952          | 2,08         | 2 809       | 6,44        |
| Votes nuls               | Votes nuls               | Votes nuls               | Votes nuls               | 419          | 0,92         | 1 489       | 3,41        |
| Total                    | Total                    | Total                    | Total                    | 45 788       | 100          | 43 626      | 100         |
| Abstention               | Abstention               | Abstention               | Abstention               | 43 559       | 48,75        | 45 731      | 51,18       |
| Inscrits / participation | Inscrits / participation | Inscrits / participation | Inscrits / participation | 89 347       | 51,25        | 89 357      | 48,82       |

Le suppléant de Yannick Monnet était Jean-Paul Dufrègne, député sortant.

### Élections de 2024
| Candidat                 | Candidat                 | Parti et coalition       | Nuance                   | Premier tour | Premier tour | Second tour | Second tour |
| Candidat                 | Candidat                 | Parti et coalition       | Nuance                   | Voix         | %            | Voix        | %           |
| ------------------------ | ------------------------ | ------------------------ | ------------------------ | ------------ | ------------ | ----------- | ----------- |
|                          | Anne-Marie Thès          | RN                       | RN                       | 22 816       | 38,61        | 27 780      | 49,39       |
|                          | Yannick Monnet sortant   | PCF (NFP)                | UG                       | 17 043       | 28,84        | 28 470      | 50,61       |
|                          | Stéphane Larzat          | RE (ENS)                 | ENS                      | 8 811        | 14,91        |             |             |
|                          | Alexandra Bardet         | LR                       | LR                       | 7 889        | 13,35        |             |             |
|                          | Jean-Marie Guillaumin    | LT-LNÉ                   | UDI                      | 1 303        | 2,20         |             |             |
|                          | Jean-Marc Collot         | LO                       | EXG                      | 636          | 1,08         |             |             |
|                          | Blandine Agez            | REC                      | REC                      | 602          | 1,02         |             |             |
|                          |                          |                          |                          |              |              |             |             |
| Votes valides            | Votes valides            | Votes valides            | Votes valides            | 59 100       | 96,48        | 56 250      | 91,23       |
| Votes blancs             | Votes blancs             | Votes blancs             | Votes blancs             | 1 183        | 1,93         | 3 845       | 6,24        |
| Votes nuls               | Votes nuls               | Votes nuls               | Votes nuls               | 976          | 1,59         | 1 563       | 2,53        |
| Total                    | Total                    | Total                    | Total                    | 61 259       | 100          | 61 658      | 100         |
| Abstention               | Abstention               | Abstention               | Abstention               | 27 288       | 30,82        | 26 895      | 30,37       |
| Inscrits / participation | Inscrits / participation | Inscrits / participation | Inscrits / participation | 88 547       | 69,18        | 88 553      | 69,63       |

Le suppléant de Yannick Monnet est Jean-Paul Dufrègne.